# Kelly Kruger

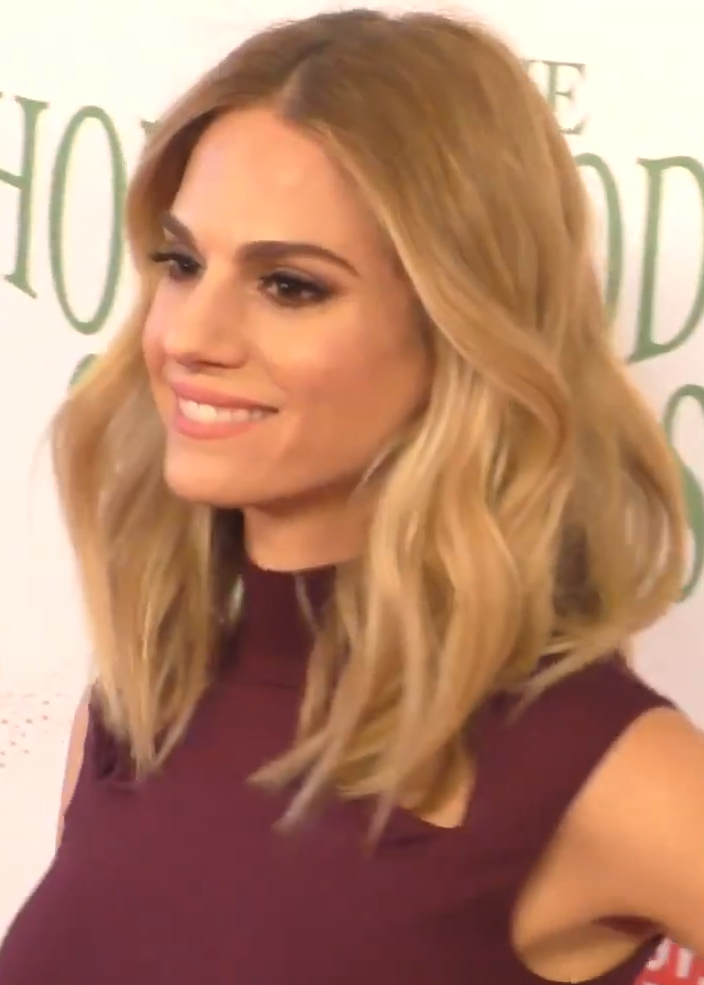
Kelly Kruger (2016)

Kelly Kruger (* 12. November 1982 in Montreal, Québec) ist eine kanadische Schauspielerin, die vor allem durch ihre Rollen aus den Soaps The Young and the Restless und Reich und Schön bekannt ist.

## Leben und Karriere
Kelly Kruger stammt aus der kanadischen Metropole Montreal. Erstmals war sie im Jahr 1999 in einer Episode der ersten Staffel von Undressed – Wer mit wem? vor der Kamera zu sehen. 2002 wurde sie in einer Nebenrolle für den Horrorfilm Vampire Clan – Vom Blut berauscht besetzt. Im selben Jahr wurde sie für die Seifenoper The Young and the Restless in der Rolle der Mackenzie Browning besetzt. Nachdem die Figur zunächst negative Reaktionen bei den Zuschauern hervorrief, wurde die Rolle bereits ein Jahr später aus der Serie rausgeschrieben. Von 2018 bis 2019 kehrte sie nochmal in diese Rolle zurück. Nach ihrem zwischenzeitlichen Ausstieg aus der Soap, folgten 2004 und 2005 zwei Nebenrollen in den Filmen Mysterious Skin – Unter die Haut und Self Medicated.
Ab 2006 war sie unter anderem in den Serien Criminal Minds, Bones – Die Knochenjägerin, Entourage, Knight Rider, How to Make It in America, Blue Mountain State, Happy Endings, Rizzoli & Isles, Castle, Imposters und iZombie in Gastrollen zu sehen. Von 2014 bis 2017 übernahm sie als Eva eine Nebenrolle in der Seifenoper Reich und Schön.

## Persönliches
Kruger wuchs zweisprachig mit Englisch und Französisch auf. Sie ist Jüdischen Glaubens. Am Set der Serie Blue Mountain State lernte sie 2010 Darin Brooks kennen, den sie 2016 in der Heimat des Schauspielers auf Hawaii heiratete. 2019 wurden sie Eltern einer Tochter.

## Filmografie (Auswahl)
- 1999: Undressed – Wer mit wem? (Undressed, Fernsehserie, eine Episode)
- 2000: Titans – Dynastie der Intrigen (Titans, Fernsehserie, Episode 1x11)
- 2002: Vampire Clan – Vom Blut berauscht (Vampire Clan)
- 2002–2019: The Young and the Restless (Fernsehserie, 62 Episoden)
- 2004: Mysterious Skin – Unter die Haut (Mysterious Skin)
- 2005: Self Medicated
- 2006: Criminal Minds (Fernsehserie, Episode 2x07)
- 2007: Bones – Die Knochenjägerin (Bones, Fernsehserie, Episode 2x13)
- 2007: Entourage (Fernsehserie, Episode 4x09)
- 2008: I Heart Veronica Martin (Kurzfilm)
- 2008: Knight Rider (Fernsehserie, Episode 1x07)
- 2010: How to Make It in America (Fernsehserie, Episode 1x07)
- 2010: Wreckage
- 2010–2011: Blue Mountain State (Fernsehserie, 2 Episoden)
- 2011: 1 Out of 7
- 2013: Happy Endings (Fernsehserie, Episode 3x11)
- 2013: Brodowski & Company (Fernsehfilm)
- 2013: Rizzoli & Isles (Fernsehserie, Episode 4x12)
- 2014: Republic of Doyle – Einsatz für zwei (Republic of Doyle, Fernsehserie, Episode 5x14)
- 2014: Castle (Fernsehserie, Episode 6x16)
- 2014–2021: Reich und Schön (The Bold and the Beautiful, Fernsehserie, 12 Episoden)
- 2016: Blue Mountain State: The Rise of Thadland
- 2016: Resurrecting McGinn(s)
- 2017: Terror Night – Ein mörderisches Spiel (Girls' Night Out, Fernsehfilm)
- 2017: Imposters (Fernsehserie, Episode 1x09)
- 2018: The Bold Type – Der Weg nach oben (The Bold Type, Fernsehserie, Episode 2x05)
- 2019: iZombie (Fernsehserie, Episode 5x12)
- 2019: Home Is Where the Killer Is
- 2019: From Friend to Fiancé
- 2019: A Very Corgi Christmas (Fernsehfilm)
- 2020: Reboot Camp
- 2022: The Art of Christmas (Fernsehfilm)